# Phytocoris sanbernardino
Phytocoris sanbernardino är en insektsart som beskrevs av Stonedahl 1988. Phytocoris sanbernardino ingår i släktet Phytocoris och familjen ängsskinnbaggar. Inga underarter finns listade i Catalogue of Life.